# Bandar Abas
Bandar Abas (perz. بندر عباس; ranije poznati i kao Hormuzad, Comorão i Gamerun) je grad u Iranu, sjedište pokrajine Hormuzgan i važna luka na obali Perzijskog zaljeva. Smješten je na sjevernoj obali Hormuškog tjesnaca i zbog strateškog značaja glavna je baza iranske ratne mornarice. Povijest grada seže duboko u stari vijek; tijekom ahemenidskog razdoblja Darijev admiral Silak iz njega je vodio pomorske ekspedicije u Crveno more i Indiju, a grad je u to vrijeme bio poznat pod imenom Hormuzad. Godine 1514. grad zauzimaju portugalski kolonijalisti i od tada je u Zapadnom svijetu poznat kao Comorão, dok stotinu godina kasnije safavidski vladar Abas I. Veliki oslobađa grad koji od tada nosi njegovo ime. Osim pomorstva koji je daleko najvažnija gospodarska grana, Bandar Abas značajan je i po proizvodnji datulja, duhana i agruma. Prema popisu stanovništva iz 2006. godine u Bandar Abasu je živjelo 367.508 ljudi.

## Poveznice
- Zračna luka Bandar Abas

## Vanjske poveznice
- (perz.) Službene stranice grada Bandar Abasa  Arhivirana inačica izvorne stranice od 5. svibnja 2008. (Wayback Machine)

Ostali projekti
|  | Zajednički poslužitelj ima još gradiva o temi Bandar Abas |